# کوثر همدانی
محمدرضا همدانی ملقب به کوثر همدانی یا کوثر علیشاه همدانی از مفسران، صوفیان و عرفای قرن سیزدهم هجری و از سلسله نعمت‌ اللهیه بود. وی از اهالی شهر همدان بود و از محضر عارف بزرگ حسین‌علی‌شاه استفاده کرد. وی چندی نیز با عارف کامل مجذوب‌علی‌شاه همدانی مصاحب و معاشر بود و در مرافقت او به زیارت مکه نائل شد. کوثر علیشاه به سبب اختلافاتی که با علمای زمان خود داشت، مورد طعن و طنز و آزار مردم واقع گردید و به تحریک مخالفان، اموالش را به یغما بردند و خانه‌اش را نیز ویران کردند. پس ناچار همدان را ترک گفت و به تبریز شتافت و در آنجا نزد عباس میرزا نایب‌السلطنه و وزیرش قائم مقام رفت و مورد عزت و احترام قرار گرفت. هنگامی که عباس میرزا از تبریز عازم کرمان شد، حاج محمد کوثر نیز در ملازمت او بدان ناحیه رفت تا عاقبت در کرمان در سال ۱۲۴۷ قمری چشم از جهان فروبست و در محلی به نام فلکه مشتاقیه کرمان به خاک سپرده شد. مرحوم حاجی محمدرضا، فرزند محمدامین از اعقاب شیخ اشراق شیخ شهاب‌الدین سهروردی است. شرح احوالش در کتاب‌های بستان السیاحه و شمس التواریخ آمده و مرید حسینعلی شاه اصفهانی (متوقی ۱۲۳۴ ق) بوده‌است. علامه دهخدا، در لغت نامه‌اش راجع به کوثر علیشاه همدانی نوشته است: حاج محمدرضا حاج محمدامین از علماء و عرفا معاصر رضا قلی خان هدایت، در فقه، اصول و حکمت است و تألیفاتی چند دارد.

## آثار
- تفسیر قرآن کریم معروف به درالنظيم فارسی که آن را در عهد فتحعلیشاه به نظم درآورده و به طبع رسیده.
- مفتاح النبوه فی اثبات النبوه الخاصه
- رساله‌ای به نام ارشاد المضلین فی نبوت خاتم النبین. در رد ادعای هانری پادری مبلغ معروف دین مسیح که معاصر او بوده و به تبلیغ مسیحیت اشتغال داشته‌است.
- آثاری هم به صورت غزلیات و مثنویات سروده که قریب ۸۰۰۰ بیت نغز دارد.[۴]

## درگذشت
كوثر همداني به سال ١٢٤٧ ه.ق در كرمان درگذشت و جسمش در جوار آرامگاه مشتاقعليشاه به خاك سپرده شد.
اشعار نوشته شده بر سنگ قبر وي اثر طبع عبدالله دهش از مشايخ طريقت نعمت اللهيه مي باشد.